# روتشي (غناباد)
روتشي (بالفارسية: روچی) هي قرية تقع في قسم زيبد الريفي في إيران. يقدر عدد سكانها بـ 227 نسمة بحسب إحصاء 2016.